# Une nuit sur le mont Chauve
Pour les articles homonymes, voir Une nuit sur le mont Chauve (homonymie).
Une nuit sur le mont Chauve (en russe : Ночь на лысой горе, Notch' na lissoï gorie) est un poème symphonique écrit par Modeste Moussorgski.
Il existe plusieurs versions. Les deux versions les plus notables sont orchestrées par l'auteur et par son ami Rimski-Korsakov. Moussorgski termine son travail durant l'été 1867, à l'occasion d'un séjour dans la maison de son frère à Minkino. Rimski-Korsakov orchestre la partition en 1886, cinq ans après la mort du compositeur, et la qualifie de « fantaisie pour orchestre ». Cette version est créée sous la direction de Rimski-Korsakov le 27 octobre 1886 dans le cadre des Concerts symphoniques russes. La version originelle, plus âpre, plus slave, publiée en 1968 gagne progressivement en notoriété.
Une version de 1933, interprétée par l'Orchestre Symphonique de Londres dirigé par Albert Coates, sert de substrat sonore pour le court métrage d'animation homonyme réalisé sur leur original écran d'épingles par le graveur d'origine russe Alexandre Alexeïeff et sa jeune maîtresse américaine Claire Parker.
Il existe également deux versions conduites par le chef d'orchestre du XXe siècle Leopold Stokowski, dont l'une a été utilisée dans le film d'animation de 1940 de Walt Disney Fantasia.

## Composition
La pièce est inspirée d'une nouvelle de Nicolas Gogol, La Nuit de la Saint-Jean, qui met en scène le sabbat des sorcières. Le titre initial en était : Nuit de la Saint-Jean sur le mont Chauve. Moussorgski aurait écrit son œuvre après une promenade sur la colline de Lysa Hora non loin de Kiev.
Hormis dans le cadre de l'opéra, Moussorgski a peu écrit pour l'orchestre : un scherzo (1858), une marche nocturne (1861), un intermezzo (1867) et un poème symphonique (1867).
L'œuvre a été retravaillée plusieurs fois par le compositeur, avec une version chorale en 1872, puis comme interlude orchestral de l'un de ses opéras en 1873. Nikolaï Rimski-Korsakov fait une réorchestration de cette troisième version en 1908 et c'est cette dernière qui reste la plus jouée. Fantasia, le dessin animé de Walt Disney sorti en 1940, utilise encore une autre version où le final se mêle à l’Ave Maria de Franz Schubert (orchestration de Leopold Stokowski, qui publia également une version indépendante et légèrement différente).
La musique suit un programme établi : 
• Voix souterraines, apparition des esprits des ténèbres puis de Tchernobog (divinité des ténèbres dans la Russie païenne)
• Adoration de Tchernobog
• Sabbat des sorcières
• Sonnerie de la cloche du village et évanouissement des apparitions
• Aube naissante.
L'exécution de la pièce dure environ douze minutes.
Moussorgski réutilisa à plusieurs reprises la matière orchestrale, en 1872 comme partie de l'acte III de l'opéra (finalement jamais terminé) Mlada, puis en 1880 comme intermezzo final de l'acte II de l'opéra (resté inachevé) La Foire de Sorochintsky.

## Chorégraphies
En 1929, Bronislava Nijinska chorégraphie l'œuvre de Moussorgski pour les Ballets russes, avec des décors et costumes de Nathalie Gontcharova.
Une chorégraphie remarquable de la Nuit sur le mont chauve a été faite en 1983 par Igor Moïsseïev. Dans cette œuvre, la musique de Moussorgski alterne avec des arrangements de musiques traditionnelles ukrainiennes et des percussions.

## Autres utilisations
- Dans le jeu vidéo Earthworm Jim, un extrait de cette musique fut repris dans le niveau « What the Heck? ».
- Dans le long métrage d'animation Fantasia des Studios Disney.
- Dans le long métrage Le Magicien d'Oz de Victor Flemming, une version réarrangée est utilisée pendant la scène de fuite du château de la sorcière.
- Dans le film d'animation Une nuit sur le mont chauve d'Alexandre Alexeïeff et Claire Parker, en 1933.
- Dans le film La Fièvre du samedi soir de John Badham, une version disco renommée Night on Disco Mountain (par David Shire).
- Dans le film Simone Barbès ou la Vertu de Marie-Claude Treilhou, une version orchestrale enchainant sur la version de David Shire, dans la boîte de nuit lesbienne
- Dans le film The Toxic Avenger de Lloyd Kaufman et Michael Herz, lors des apparitions du Toxic Avenger.
- Dans le film Le Créateur d'Albert Dupontel, lors de l'arrivée de Chloé Duval.
- Dans le film Tueurs nés d'Oliver Stone, lors de la scène où Mickey, accompagné de Wayne Gale, sauve Mallory.
- Dans le Cinékeum Opération Barbe Bleue, lors du combat final.
- Dans le jeu vidéo Ratchet & Clank : Nexus, lorsque le joueur utilise le T.E.L.T. VII.
- Dans le jeu vidéo Kingdom Hearts, lors du combat contre Chernabog.
- Dans le jeu vidéo Frontier Elite 2 lors de la rencontre de vaisseaux ennemis.
- Dans le jeu vidéo Forza Horizon 3, sur la station de radio Timeless FM.
- Dans le morceau Stress, à titre de sample, au sein de l'album appelé Cross, de Justice (groupe).

## Quelques enregistrements renommés
- Claudio Abbado, Orchestre Philharmonique de Berlin, 1994, version originale
- Esa-Pekka Salonen, Orchestre philharmonique de Los Angeles, 2006, version originale
- Evgeny Svetlanov, Orchestre d'État de la Fédération Russe, 1992, version originale
- Karel Ančerl, Orchestre philharmonique tchèque, 1968, version Rimski-Korsakov 1886
- Le groupe allemand Mekong Delta a enregistré une version thrash metal de cette œuvre sur l'album Dances of Death (and Other Walking Shadows) (en) paru en 1990.
- Le groupe américain Fireballet en a enregistré une version rock progressif sur l'album Night on bald mountain.